# ガバ (音楽)
ガバ（GabberまたはGabba）は、音楽の一ジャンル。ハードコアテクノの一つに分類される。

## 概要
特徴の一つに曲のBPMの速さが挙げられる。140以上の高速BPMの曲も多く、なかには300近いBPMの曲も存在する。全てにおいて非常に破壊的な特徴を持つ。そのひとつとして、キックドラムの音にディストーションをかけた「ガバキック」を使用することが挙げられる。
ジャンル名であるガバはオランダ語（元はイディッシュ語）で友人、仲間を意味する。DJ “Hardy” Ardy Beesemerの主宰するクラブイベントに入ろうとした人物が「あなたは仲間 (Gabba) ではないから入れない」とクラブの警備員に言われたのが音楽ジャンルの名前の由来であるという。
1990年代後半に発生したガバはシーンの表舞台からは遠ざかっている状況が続いていたが、2002年になってオランダを中心にシーンの表舞台に登場した。2002年以降ヒットしたガバと、それ以前のガバでは曲の傾向が異なる面もあることから、前者をニュースクール (Nuskool)、後者をオールドスクール (Oldskool) などと呼んで区別している。

## ガバより派生したハードコア・テクノジャンル
- インダストリアルハードコア
- スピードコア
- スプリッターコア
- ダークコア
- ドゥームコア
- ニュースタイルガバ
- ハッピーハードコア
- フリーフォームハードコア
- マキナ